# Kolárovice
Kolárovice és un poble i municipi d'Eslovàquia que es troba a la regió de Žilina, al centre-nord del país. El 2023 tenia 1.793 habitants.

## Demografia
| Godina             | 1994 | 2004   | 2014   | 2024   |
| ------------------ | ---- | ------ | ------ | ------ |
| Nombre de persones | 1960 | 1890   | 1825   | 1786   |
| Diferència         |      | −3,57% | −3,43% | −2,13% |

| Godina             | 2023 | 2024   |
| ------------------ | ---- | ------ |
| Nombre de persones | 1793 | 1786   |
| Diferència         |      | −0,39% |